# 斯塔爾卡普科納 (印第安納州)
斯塔爾卡普科納（英語：Stalcup Corner）是位於美國印第安納州格林縣的一個非建制地區。該地的面積和人口皆未知。